# Euploea mulciber
Euploea mulciber — дневная бабочка из семейства нимфалид,подсемейства данаид. Распространена в Индии, Малайзии, Индонезии, Японии и южном Китае.

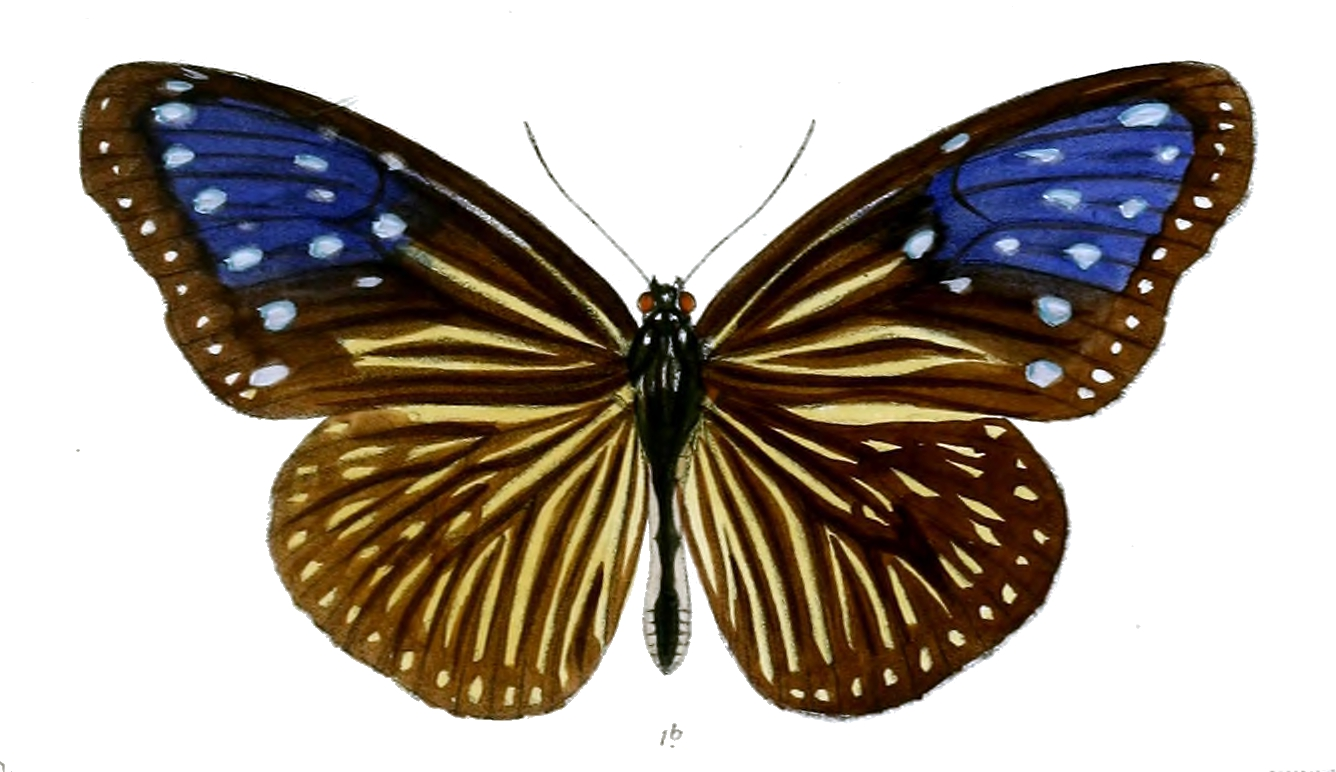
Euploea mulciber, самка

## Описание

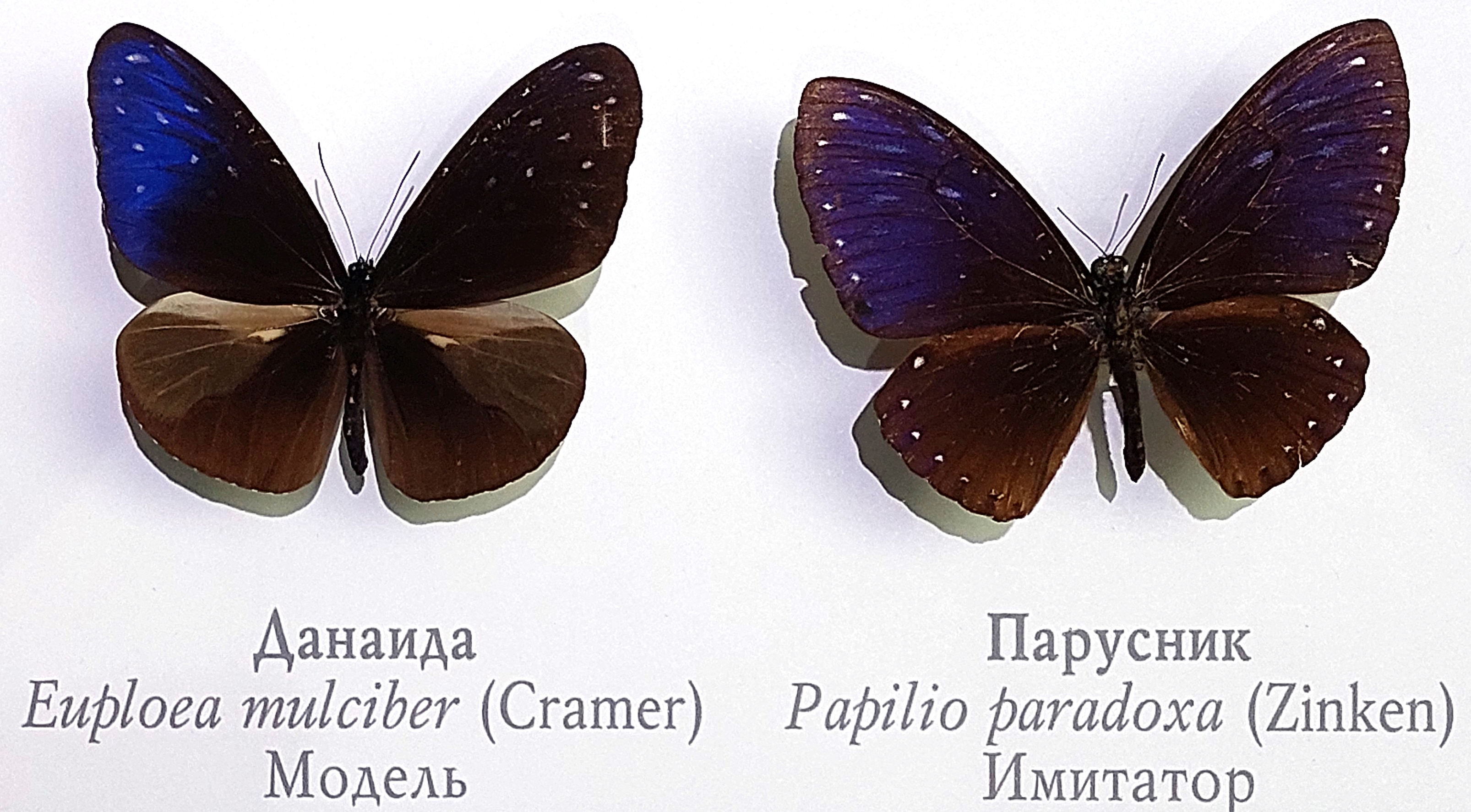
Euploea mulciber внешне очень похожа на Papilio paradoxa

Размах крыльев около 80—90 мм. Верхняя сторона передних крыльев самца чёрно-коричневого цвета с синим блеском, оттенок которого меняется в зависимости от угла падения света. С наружного края в каждом межжилочном промежутке располагается по одному пятну округлой формы, размером 1—2 мм, белого цвета. В терминальной части ячейки располагается пятно овальной формы размером 1—3 мм, белого цвета. Верхняя сторона задних крыльев серо-коричневого цвета, в базальной части ячейки пятно овальной формы бело-коричневого цвета, размером 1—3 мм. Верхняя сторона переднего крыла самки светлее чем у самца с небольшим синим блеском. Пятна располагаются в том же порядке, но более курные и светлые. Задние крылья в продольную полоску светло-коричневого и бело-желтого цвета. Усы, голова, грудь и брюшко коричневого или чёрного цвета.

## Гусеница
Тело цилиндрической формы, с четырьмя парами длинных мясистых шипов, которые имеют розовые основание и чёрные кончики, три пары находясь на первых сегментах и четвёртая пара на 12-м сегменте. Тело розовато-белого цвета с желтоватыми пятнами по бокам. Сегмент окрашен поперечными линиями чёрного, розового и пурпурно-коричневого цвета. Дыхальца чёрные, голова с тёмно-красной полосой спереди и по одной с каждой стороны. Передние ноги чёрные, средние и задние ноги чёрные окружены кольцом розового цвета.

## Куколка
Короткая, утолщенная посередине, слегка вогнутая сзади. Брюшные сегменты выпуклые сверху, золотисто-коричневого цвета с тёмно-коричневой полосой.

## Биотоп
Бабочка обитает в тропических лесах, на опушках, полях, парках и садах.
Кормовые растения гусениц:
- Nerium indicum,
- Nerium oleander,
- Ichnocarpus spp.,
- Toxocarpus wightianus,
- Aristolochia spp.,
- Argyreia penangiana,
- Ficus spp.,
- Ficus retusa,
- Фикус бенджамина,
- Ichnocarpus volubis.